# Juan Fernández (Seefahrer)
Juan Fernández (* 1536; † 1604) war ein spanischer Seefahrer und Entdecker.
1563 segelte er in nur 30 Tagen von Callao in Peru nach Valparaíso in Chile. Schnell machten ihn seine seefahrerischen Kenntnisse in Spanien berühmt.
Am 22. November 1574 entdeckte er die später nach ihm benannten Juan-Fernández-Inseln, ein Archipel 700 km westlich der chilenischen Küste. Fernández ließ auf diesen Inseln einige Ziegen zurück, die als Nahrungsreserve dienen sollten. Als Alexander Selkirk, der das Vorbild für den Roman Robinson Crusoe von Daniel Defoe lieferte, dort im Jahre 1704 strandete, fand er diese Ziegen vor. Sie hatten in der Zwischenzeit eine eigene Rasse herausgebildet, die kleiner war als die ausgesetzten Ziegen, und eine braune Farbe angenommen. Es waren die sogenannten Juan-Fernández-Ziegen. Die Insel, auf der Selkirk strandete, hieß bis 1966 Isla Más a Tierra, dann wurde sie zu Isla Robinson Crusoe umbenannt.
Um 1574 entdeckte Fernández die heute ebenfalls zu Chile gehörenden Inseln San Ambrosio und San Félix.
| Personendaten    | Personendaten                      |
| ---------------- | ---------------------------------- |
| NAME             | Fernández, Juan                    |
| KURZBESCHREIBUNG | spanischer Seefahrer und Entdecker |
| GEBURTSDATUM     | 1536                               |
| STERBEDATUM      | 1604                               |